# Sistema de Radio y Televisión Nuevo León
Sistema de Radio y Televisión de Nuevo León (SRTVNL) es una cadena pública de radio y televisión financiada por el gobierno del estado mexicano de Nuevo León. La institución fue fundada en 1982 y a nivel local opera la señal XHMNL-TDT.

## Estaciones del Sistema de Radio y Televisión de Nuevo León
El SRTVNL cuenta con estaciones de radio y televisión ubicadas en distintos puntos del estado, ofreciendo contenido de todo tipo para la audiencia de Nuevo León.
| Nombre del canal | Indicativo del canal | Numero canal | Perfil de programación           |
| Canal 28         | XHMNL-TDT            | 28.1         | Programación cultural            |
| Canal 28.2       | XHMNL-TDT            | 28.2         | Programación cultural y regional |

### Radio
Estaciones de radio en AM y FM del Sistema de Radio y Televisión de Nuevo León.
| Nombre de la emisora             | Indicativo de la emisora | Frecuencia | Perfil de programación | Ubicación                     | Notas adicionales                                                           |
| Radio Nuevo León/La Nueva 1510AM | XEQI-AM                  | 1510       | Cultural               | Escobedo, Nuevo León.         |                                                                             |
| Vive FM                          | XHAHU-FM                 | 103.3      | Mixta                  | Ciudad Anáhuac, Nuevo León.   |                                                                             |
| Vive FM                          | XHARR-FM                 | 96.5       | Mixta                  | Doctor Arroyo, Nuevo León.    |                                                                             |
| Vive FM                          | XHCER-FM                 | 100.7      | Mixta                  | Cerralvo, Nuevo León.         |                                                                             |
| Vive FM                          | XHGAL-FM                 | 93.7       | Mixta                  | Galeana, Nuevo León.          |                                                                             |
| Vive FM                          | XHLOS-FM                 | 97.7       | Mixta                  | Montemorelos, Nuevo León.     |                                                                             |
| Vive FM                          | XHNAR-FM                 | 103.3      | Mixta                  | Linares, Nuevo León.          |                                                                             |
| Opus                             | XHQI-FM                  | 102.1      | Música Clásica         | Monterrey, Nuevo León.        |                                                                             |
| Vive FM                          | XHSAB-FM                 | 89.5       | Mixta                  | Sabinas Hidalgo, Nuevo León.  |                                                                             |
| Vive FM                          | XHCPCI-FM                | 101.3      | Mixta                  | Aramberri, Nuevo León.        |                                                                             |
| Vive FM                          | XHCPCK-FM                | 93.1       | Mixta                  | Mier y Noriega, Nuevo León.   |                                                                             |
| Vive FM                          | XHCPCJ-FM                | 93.3       | Mixta                  | General Zaragoza, Nuevo León. |                                                                             |
|                                  | XHCPFS-FM                | 97.7       |                        | Montemorelos, Nuevo León.     | No vigente, próximo inicio de vigencia, entrará como reemplazo de XHLOS-FM. |
|                                  | XHCPFR-FM                | 93.7       |                        | Galeana, Nuevo León.          | No vigente, próximo inicio de vigencia, entrará como reemplazo de XHGAL-FM. |
|                                  | XHCPFQ-FM                | 89.5       |                        | Sabinas Hidalgo, Nuevo León.  | No vigente, próximo inicio de vigencia, entrará como reemplazo de XHSAB-FM  |
|                                  | XHCPFP-FM                | 100.7      |                        | Cerralvo, Nuevo León.         | No vigente, próximo inicio de vigencia, entrará como reemplazo de XHCER-FM. |
|                                  | XHCPFO-FM                | 103.3      |                        | Ciudad Anáhuac, Nuevo León.   | No vigente, próximo inicio de vigencia, entrará como reemplazo de XHAHU-FM. |

### Televisión
El SRTVNL cuenta con 2 canales de televisión, los cuales son Canal 28, y Canal 28.2, operando para toda el área de Nuevo León mediante zonas de sombra, utilizando infraestructura de sus emisoras independientes cerradas.

### Estaciones de televisión extintas
El Sistema de Radio y Televisión de Nuevo León renunció a varias concesiones que conservaba desde el año 2000, esto para ser convertidas en zonas de sombra de XHMNL-TDT, y así, utilizar la misma identidad y canal físico para todas sus zonas donde operaba de manera independiente.
| Ubicación                     | Identificador de la estación | Canal Físico | Canal Virtual | Perfil de programación | Potencia(kW) | Concesionario                      | Tipo de Estación | Operado por                        | Inicio de transmisiones | Cese de transmisiones | Causa de su cierre                                      |
| Aramberri                     | XHNAR-TDT                    | 38           | 28.1          | Cultural               | 0.5 kW       | Gobierno del Estado de Nuevo León. | Gubernamental    | Gobierno del Estado de Nuevo León. | 18 de enero del 2000    | 29 de abril de 2019   | Renuncia de la estación para la ampliación de XHMNL-TDT |
| Higueras                      | XHHGR-TDT                    | 27           | 28.1          | Cultural               | 0.2 kW       | Gobierno del Estado de Nuevo León. | Gubernamental    | Gobierno del Estado de Nuevo León. | 10 de octubre del 2000  | 29 de abril de 2019   | Renuncia de la estación para la ampliación de XHMNL-TDT |
| Mier y Noriega                | XHMNG-TDT                    | 27           | 28.1          | Cultural               | 0.2 kW       | Gobierno del Estado de Nuevo León. | Gubernamental    | Gobierno del Estado de Nuevo León. | 10 de octubre del 2000  | 29 de abril de 2019   | Renuncia de la estación para la ampliación de XHMNL-TDT |
| Los Ramones                   | XHLRN-TDT                    | 27           | 28.1          | Cultural               | 0.2 kW       | Gobierno del Estado de Nuevo León. | Gubernamental    | Gobierno del Estado de Nuevo León. | 10 de octubre del 2000  | 29 de abril de 2019   | Renuncia de la estación para la ampliación de XHMNL-TDT |
| La Chona Aramberri            | XHLCH-TDT                    | 23           | 28.1          | Cultural               | 0.2 kW       | Gobierno del Estado de Nuevo León. | Gubernamental    | Gobierno del Estado de Nuevo León. | 10 de octubre del 2000  | 29 de abril de 2021   | Renuncia de la estación para la ampliación de XHMNL-TDT |
| Los Herrera                   | XHHRR-TDT                    | 27           | 28.1          | Cultural               | 0.2 kW       | Gobierno del Estado de Nuevo León. | Gubernamental    | Gobierno del Estado de Nuevo León. | 10 de octubre del 2000  | 29 de abril de 2019   | Renuncia de la estación para la ampliación de XHMNL-TDT |
| General Treviño               | XHGTR-TDT                    | 27           | 28.1          | Cultural               | 0.2 kW       | Gobierno del Estado de Nuevo León. | Gubernamental    | Gobierno del Estado de Nuevo León. | 10 de octubre del 2000  | 29 de abril de 2019   | Renuncia de la estación para la ampliación de XHMNL-TDT |
| General Bravo - General Tapia | XHGBT-TDT                    | 27           | 28.1          | Cultural               | 0.2 kW       | Gobierno del Estado de Nuevo León. | Gubernamental    | Gobierno del Estado de Nuevo León. | 10 de octubre del 2000  | 29 de abril de 2019   | Renuncia de la estación para la ampliación de XHMNL-TDT |
| Doctor Coss                   | XHDRC-TDT                    | 27           | 28.1          | Cultural               | 0.2 kW       | Gobierno del Estado de Nuevo León. | Gubernamental    | Gobierno del Estado de Nuevo León. | 10 de octubre del 2000  | 29 de abril de 2019   | Renuncia de la estación para la ampliación de XHMNL-TDT |
| Cerralvo - Melchor Ocampo     | XHCMP-TDT                    | 27           | 28.1          | Cultural               | 0.5 kW       | Gobierno del Estado de Nuevo León. | Gubernamental    | Gobierno del Estado de Nuevo León. | 10 de octubre del 2000  | 29 de abril de 2019   | Renuncia de la estación para la ampliación de XHMNL-TDT |
| Vallecillo                    | XHCLL-TDT                    | 27           | 28.1          | Cultural               | 0.1 kW       | Gobierno del Estado de Nuevo León. | Gubernamental    | Gobierno del Estado de Nuevo León. | 10 de octubre del 2000  | 29 de abril de 2019   | Renuncia de la estación para la ampliación de XHMNL-TDT |
| Agualeguas                    | XHAGL-TDT                    | 23           | 28.1          | Cultural               | 0.2 kW       | Gobierno del Estado de Nuevo León. | Gubernamental    | Gobierno del Estado de Nuevo León. | 10 de octubre del 2000  | 29 de abril de 2021   | Renuncia de la estación para la ampliación de XHMNL-TDT |
| Los Aldamas - Estación Aldama | XHAEA-TDT                    | 27           | 28.1          | Cultural               | 0.2 kW       | Gobierno del Estado de Nuevo León. | Gubernamental    | Gobierno del Estado de Nuevo León. | 10 de octubre del 2000  | 29 de abril de 2019   | Renuncia de la estación para la ampliación de XHMNL-TDT |
| Zaragoza                      | XHZRZ-TDT                    | 14           | 28.1          | Cultural               | 0.2 kW       | Gobierno del Estado de Nuevo León. | Gubernamental    | Gobierno del Estado de Nuevo León. | 10 de octubre del 2000  | 29 de abril de 2019   | Renuncia de la estación para la ampliación de XHMNL-TDT |
| Lampazos                      | XHZOS-TDT                    | 27           | 28.1          | Cultural               | 0.2 kW       | Gobierno del Estado de Nuevo León. | Gubernamental    | Gobierno del Estado de Nuevo León. | 10 de octubre del 2000  | 29 de abril de 2019   | Renuncia de la estación para la ampliación de XHMNL-TDT |
| Villaldama - Bustamante       | XHVDB-TDT                    | 27           | 28.1          | Cultural               | 0.5 kW       | Gobierno del Estado de Nuevo León. | Gubernamental    | Gobierno del Estado de Nuevo León. | 10 de octubre del 2000  | 29 de abril de 2019   | Renuncia de la estación para la ampliación de XHMNL-TDT |
| Iturbide                      | XHTUB-TDT                    | 14           | 28.1          | Cultural               | 0.05 kW      | Gobierno del Estado de Nuevo León. | Gubernamental    | Gobierno del Estado de Nuevo León. | 10 de octubre del 2000  | 29 de abril de 2019   | Renuncia de la estación para la ampliación de XHMNL-TDT |
| Rayones                       | XHRNS-TDT                    | 28           | 28.1          | Cultural               | 0.2 kW       | Gobierno del Estado de Nuevo León. | Gubernamental    | Gobierno del Estado de Nuevo León. | 10 de octubre del 2000  | 29 de abril de 2019   | Renuncia de la estación para la ampliación de XHMNL-TDT |
| Paras                         | XHPRS-TDT                    | 27           | 28.1          | Cultural               | 0.2 kW       | Gobierno del Estado de Nuevo León. | Gubernamental    | Gobierno del Estado de Nuevo León. | 10 de octubre del 2000  | 29 de abril de 2019   | Renuncia de la estación para la ampliación de XHMNL-TDT |
| Sabinas Hidalgo               | XHNSA-TDT                    | 24           | 28.1          | Cultural               | 0.5 kW       | Gobierno del Estado de Nuevo León. | Gubernamental    | Gobierno del Estado de Nuevo León. | 10 de enero del 2000    | 29 de abril de 2019   | Renuncia de la estación para la ampliación de XHMNL-TDT |
| Linares                       | XHNLI-TDT                    | 33           | 28.1          | Cultural               | 0.5 kW       | Gobierno del Estado de Nuevo León. | Gubernamental    | Gobierno del Estado de Nuevo León. | 10 de enero del 2000    | 29 de abril de 2019   | Renuncia de la estación para la ampliación de XHMNL-TDT |
| Doctor Arroyo                 | XHNDA-TDT                    | 31           | 28.1          | Cultural               | 0.5 kW       | Gobierno del Estado de Nuevo León. | Gubernamental    | Gobierno del Estado de Nuevo León. | 10 de enero del 2000    | 29 de abril de 2019   | Renuncia de la estación para la ampliación de XHMNL-TDT |
| Anahuac                       | XHNAN-TDT                    | 28           | 28.1          | Cultural               | 0.2 kW       | Gobierno del Estado de Nuevo León. | Gubernamental    | Gobierno del Estado de Nuevo León. | 10 de enero del 2000    | 29 de abril de 2019   | Renuncia de la estación para la ampliación de XHMNL-TDT |